# Franck Dépine
Franck Dépine, né le 11 avril 1959 à Lyon, est un coureur cycliste sur piste français. 

## Biographie
Il commence le cyclisme sur piste au vélodrome de la Tête d'Or à Lyon. Il arrête sa carrière cycliste en 1986 et devient chef d'entreprise (spécialisée dans l'amincissement).

## Palmarès

### Championnats du monde
- Amsterdam 1979
  -  Champion du monde de tandem (avec Yavé Cahard)
- Besançon 1980
  -  Médaillé d'argent du tandem (avec Yvon Cloarec)
- Zurich 1983
  -  Champion du monde de tandem (avec Philippe Vernet)
- Barcelone 1984
  -  Médaillé d'argent du tandem (avec Philippe Vernet)

### Jeux méditerranéens
- 1983
  -  Médaille de bronze de la vitesse

### Championnats de France
- 1980
  - 3e du kilomètre